# Тунгатарово
Тунгата́рово (баш. Туңғатар) — село в Республике Башкортостан, входящее в Тунгатаровский сельсовет Учалинского района. Расположено на обоих берегах реки Уй.
Есть средняя школа на 80 учеников. Рядом с селом располагается Тунгатаровское месторождение, где добывают манганаксинит.

## Географическое положение
Расстояние до:
- районного центра (Учалы): 42 км,
- центра сельсовета (Комсомольск): 1 км,
- ближайшей железнодорожной станции (Курамино): 7 км.

## История
Слово «тунгатар» означает ночную стражу. Обязанность жителей этого аула во времена ханов заключалась в несении ночной сторожевой службы .
Село основано башкирами кара-табынцами на вотчинной земле. Названо по имени Тунгатара Куркачикова, влиятельного башкирского деятеля XVIII века, участника башкирского восстания 1735—1737 гг. Первое упоминание отмечено в 1785 году.
В начале XX века в селе побывал Сергей Руденко — крупный российский антрополог, исследовавший антропологию и этнографию башкир.

## Население
| 2002 | 2009 | 2010 |
| ---- | ---- | ---- |
| 562  | ↗602 | ↘504 |